# La pezuña del diablo
La pezuña del diablo es una telenovela colombiana realizada por RTI Televisión para la Primera Cadena en 1983, y dirigida por David Stivel.
Basada en la obra homónima de Alfonso Bonilla Naar, la telenovela fue ambientada en la Cartagena Colonial, en la época en la que llegó la Inquisición española a la ciudad en 1610.

## Reparto
- Raquel Ércole como Doña Lorenza de Acevedo.[3]
- Kepa Amuchastegui como Inquisidor Juan Mayorga.
- Ronald Ayazo como Diego León.
- María Cecilia Botero como María Cándida.
- Armando Gutiérrez como Amadeo del Campo.
- Franky Linero como Francisco de Acevedo.
- Delfina Guido como Isabel de Carvajal.
- Consuelo Luzardo
- Marcelo Gaete
- Gilberto Puentes
- Luis Eduardo Arango
- Jorge Emilio Salazar
- Adolfo Blum
- Carlos Barbosa
- Amparo Moreno
- Víctor Hugo Morant
- Juan Gentile
- Mario García
- Diana Sanders
- Luis Chiappe
- María Cristina Montoya

## Ficha técnica
- Adaptación y libretos: Julio Jiménez
- Escenografía: Diego Guarnizo, Carlos Lizarralde
- Maquillaje: Rosario Lozano